# 402 f.Kr.

## Händelser

### Efter plats

#### Grekland
- Kung Arkhelaios I av Makedonien ser till att inrätta ett pro-makedoniskt oligarkistyre i Larissa i Thessalien.

## Födda
- Fokion, atensk statsman och general (död omkring 318 f.Kr.)

## Avlidna
- Zhou wei lie wang, kung av den kinesiska Zhoudynastin